# Ortsgemeinde
Ortsgemeinde avser administrativa enheter som förekommer Schweiz, Österrike och den tyska delstaten Rheinland-Pfalz. Den exakta betydelsen varierar något mellan länderna.

## Schweiz
I Schweiz, där termen commune locale även används, har ortsgemeinde förekommit i kantonerna Thurgau, St. Gallen och Glarus. I Thurgau bildade flera ortsgemeinde en munizipalgemeinde fram till år 2000 då indelningen genomgick reformer.